# Trerindane
Trerindane är ett berg i Antarktis. Det ligger i Östantarktis. Norge gör anspråk på området. Toppen på Trerindane är 2 722 meter över havet, eller 7 meter över den omgivande terrängen. Bredden vid basen är 0,31 km.
Terrängen runt Trerindane är kuperad norrut, men söderut är den platt. Trakten är obefolkad. Det finns inga samhällen i närheten. 